# 高嶌遥
高嶌 遥（たかしま はるか、1988年1月30日 - ）は、北海道苫小牧市出身の女子アイスホッケー選手。ポジションはフォワード。北海道苫小牧東高等学校、早稲田大学スポーツ科学部卒業。
小学校2年生からアイスホッケーを始め、苫小牧市立明倫中学校時代は社会人チームの岩倉ペリグリンでプレーしていた。北海道立苫小牧東高校では男子の部にただ一人の女子として入部し、1年生時にチーム最年少でアイスホッケー女子日本代表に選出された。2年次の2004年にも女子日本代表候補合宿に呼ばれている。
トリノオリンピック最終予選ではMVPに選ばれている。早稲田大学進学後はSEIBUプリンセス ラビッツでプレーした。大学卒業後はスイスのZSCライオンズでプレーしている。

## 家族
人材コンサルタントの高嶌悠人は兄。悠人もまたアイスホッケーのゴールテンダーであり、高校の時（2004年）にU18世界選手権のU-18日本代表に選ばれ、Dv.1で準優勝を収めた。また慶應義塾大学在学時（2005年）には、大学史上初のU-20日本代表としてU20世界選手権にも出場している。